# Нэрс (озеро)
Нэрс (англ. Nares Lake) — озеро в южной части Юкона в Канаде, в 3,5 км от деревни Каркросс, расположено между озерами Беннетт и Тагиш. Площадь поверхности — 107,15 км². Высота над уровнем моря — 1000 м.

## Описание
Основным притоком и оттоком озера является река Нэрс; оба водоёма названы в честь британского адмирала и полярного исследователя Джорджа Стронга Нэрса. Берега озера представляют собой песчаные и илистые отмели со скудной растительностью. Сам водоём окружено горами, холмами и широкими долинами. Вдоль него проходит шоссе Клондайк.
Не смотря на отсутствие богатой растительности озеро Нариз является стоянкой для водоплавающих птиц во время весенней миграции в глубь материка с северной части Линн-Канала Аляски.
Озеро Нэрс не является охраняемым природным объектом, однако включено в список экологически значимых территорий Юкона Канадским комитетом арктических ресурсов.
Уровень воды в озере, как и в близлежащих объектах (устье Тагиш, залив Макклинток, болото реки Льюиса) искусственно поддерживается двумя плотинами на реке Юкон между озером Марш и Уайтхорсом.